# Frederik Sørensen
Frederik Hillesborg Sørensen (Roskilde, 14 aprile 1992) è un calciatore danese, difensore dell'Union Brescia.
È soprannominato Ice-Man e Lago (quest'ultimo è la traduzione letterale dell'abbreviazione del suo cognome Sø).

## Caratteristiche tecniche
Difensore centrale dal fisico longilineo, all'occorrenza è stato anche schierato come terzino destro da Luigi Delneri.

## Carriera

### Club

#### Gli inizi, Juventus
Cresciuto in patria nel Roskilde KFUM, nel Himmelev-Veddelev BK (poi divenuto Roskilde) e nel Lyngby, nell'estate del 2010 viene prelevato mediante la formula del prestito oneroso di 20 000 euro con diritto di riscatto fissato a 130 000 euro dalla compagine italiana della Juventus. Esordisce in Serie A, da titolare, in Juventus-Cesena (3-1) valida per la decima giornata di campionato. Gioca titolare anche nella dodicesima giornata in Juventus-Roma (1-1), impiegato da Luigi Delneri come terzino destro. A livello tattico è utilizzato come terzino "bloccato", visto che l'ala Miloš Krasić ha caratteristiche offensive e l'interditore Felipe Melo, il quale copre il centro-destra del centrocampo, tende ad accentrarsi.
Grazie a buone prestazioni entra a far parte stabilmente della prima squadra, lui che pensava di farsi un anno nella formazione Primavera, venendo schierato come terzino destro.
Il 13 febbraio, in Juventus-Inter (1-0) valida per la 25ª giornata di campionato, fornisce ad Alessandro Matri il suo primo assist in bianconero. Nonostante la giovane età ha dimostrato una grande personalità. Conclude la sua prima stagione con 18 presenze, di cui 17 in campionato e una in Coppa Italia; viene riscattato alla fine della stessa.

#### Bologna
Il 17 gennaio 2012, dopo una presenza in Coppa Italia con la Juventus, passa in compartecipazione al Bologna per 2,5 milioni di euro.
Il 1º aprile 2012, all'esordio con la maglia del Bologna, segna il suo primo gol in Serie A nella partita casalinga persa per 3-1 contro il Palermo. In stagione gioca un'altra partita, ovvero Bologna-Cagliari (1-0) di due giornate dopo.
Il 13 giugno 2012 la compartecipazione viene rinnovata. Al termine della stagione 2012-2013 viene nuovamente rinnovata la comproprietà tra Bologna e Juventus.
Il 19 giugno 2014 la compartecipazione viene risolta a favore della Juventus per 800 000 euro.

#### Verona
Il 29 agosto 2014 viene prelevato dal Verona con la formula del prestito oneroso (per 300 000 euro) con diritto di riscatto fissato a quattro milioni di euro. A fine stagione dopo aver raccolto solo 10 presenze molte da subentrato per via di un infortunio al ginocchio, fa ritorno alla Juventus non venendo riscattato.

#### Colonia e Young Boys
L'11 luglio 2015 viene acquistato per 2,5 milioni di euro dai tedeschi del Colonia, con cui firma un contratto quadriennale. In breve tempo diventa titolare inamovibile della difesa del club tedesco fornendo buone prestazioni.
Il 18 agosto 2019 viene ceduto in prestito agli svizzeri dello Young Boys. Dopo aver segnato anche un gol in Coppa Svizzera nella vittoria per 4-0 contro lo Zurigo, gioca titolare fino a gennaio quando un nuovo infortunio al ginocchio, patito già la stagione precedente lo limita a ruolo di subentrante.
Terminato il prestito fa ritorno al Colonia dove trova poco spazio; questo fa sì che il 16 gennaio 2021 lui rescinda il suo contratto coi tedeschi.

#### Pescara e Ternana
Il 20 gennaio 2021 viene acquistato dal Pescara. Con gli abruzzesi esordisce tre giorni dopo nella partita persa per 2-0 in casa della Salernitana: in totale mette insieme 11 presenze, ma a fine stagione non riesce ad evitare la retrocessione in serie C del Pescara. Il 4 agosto 2021 viene ceduto alla Ternana. Con gli umbri, dopo una sfortunata autorete nella partita interna col Pisa, segna il primo gol il 22 settembre, in occasione del successo sul Parma per 3-1. Con le Fere rimane fino al 30 giugno 2024, quando non rinnovando il contratto, rimane svincolato.

#### Feralpisalò e Union Brescia
Dopo quasi 9 mesi senza squadra, il 19 marzo 2025 viene ufficializzato il suo approdo alla Feralpisalò, in Serie C, con cui sottoscrive un accordo fino al termine della stagione più opzione di rinnovo.
Il 19 luglio seguente, dopo lo spostamento della sede legale a Brescia e la nuova denominazione della Feralpisalò, si lega alla nuova società, l'Union Brescia.

### Nazionale
Dopo 4 presenze con la nazionale danese Under-17, due volte contro il Portogallo e due volte contro la Grecia, ha fatto parte della nazionale Under-18.
Il 14 marzo 2011 è stato convocato per due amichevoli della nazionale Under-21 contro Inghilterra e Ucraina, venendo successivamente incluso nella rosa per partecipare agli Europei. Il 10 agosto esordisce contro la Polonia, nella partita persa per 1-0.
Le buone prestazioni convincono il ct Åge Hareide a convocarlo in nazionale maggiore nel maggio 2015 per la gara amichevole contro il Montenegro, non riuscendo ad esordire rimanendo per tutti i 90 minuti in panchina. A distanza di due anni nel maggio 2017 torna di nuovo nel giro della nazionale, riuscendo a disputare una partita amichevole contro la Germania terminata 1-1 dove entra in campo al 66' minuto rilevando Riza Durmisi.

## Statistiche

### Presenze e reti nei club
Statistiche aggiornate al 14 maggio 2025.
| Stagione        | Squadra         | Campionato      | Campionato | Campionato | Coppe nazionali | Coppe nazionali | Coppe nazionali | Coppe continentali | Coppe continentali | Coppe continentali | Altre coppe | Altre coppe | Altre coppe | Totale | Totale |
| Stagione        | Squadra         | Comp            | Pres       | Reti       | Comp            | Pres            | Reti            | Comp               | Pres               | Reti               | Comp        | Pres        | Reti        | Pres   | Reti   |
| --------------- | --------------- | --------------- | ---------- | ---------- | --------------- | --------------- | --------------- | ------------------ | ------------------ | ------------------ | ----------- | ----------- | ----------- | ------ | ------ |
| 2010-2011       | Juventus        | A               | 17         | 0          | CI              | 1               | 0               | UEL                | -                  | -                  | -           | -           | -           | 18     | 0      |
| 2011-gen. 2012  | Juventus        | A               | 0          | 0          | CI              | 1               | 0               | -                  | -                  | -                  | -           | -           | -           | 1      | 0      |
| Totale Juventus | Totale Juventus | Totale Juventus | 17         | 0          |                 | 2               | 0               |                    | 0                  | 0                  |             | -           | -           | 19     | 0      |
| gen.-giu. 2012  | Bologna         | A               | 2          | 1          | CI              | -               | -               | -                  | -                  | -                  | -           | -           | -           | 2      | 1      |
| 2012-2013       | Bologna         | A               | 25         | 1          | CI              | 2               | 0               | -                  | -                  | -                  | -           | -           | -           | 27     | 1      |
| 2013-2014       | Bologna         | A               | 15         | 0          | CI              | 1               | 0               | -                  | -                  | -                  | -           | -           | -           | 16     | 0      |
| Totale Bologna  | Totale Bologna  | Totale Bologna  | 42         | 2          |                 | 3               | 0               |                    | -                  | -                  |             | -           | -           | 45     | 2      |
| 2014-2015       | Verona          | A               | 10         | 0          | CI              | 1               | 0               | -                  | -                  | -                  | -           | -           | -           | 11     | 0      |
| 2015-2016       | Colonia         | BL              | 22         | 0          | CG              | 2               | 0               | -                  | -                  | -                  | -           | -           | -           | 24     | 0      |
| 2016-2017       | Colonia         | BL              | 31         | 0          | CG              | 2               | 0               | -                  | -                  | -                  | -           | -           | -           | 33     | 0      |
| 2017-2018       | Colonia         | BL              | 28         | 2          | CG              | 3               | 1               | UEL                | 4                  | 0                  | -           | -           | -           | 35     | 3      |
| 2018-2019       | Colonia         | 2BL             | 5          | 0          | CG              | 0               | 0               | -                  | -                  | -                  | -           | -           | -           | 5      | 0      |
| 2019-2020       | Young Boys      | SL              | 16         | 0          | CS              | 2               | 1               | UCL+UEL            | 1+6                | 0                  | -           | -           | -           | 25     | 1      |
| 2020-gen. 2021  | Colonia         | BL              | 3          | 0          | CG              | -               | -               | -                  | -                  | -                  | -           | -           | -           | 3      | 0      |
| Totale Colonia  | Totale Colonia  | Totale Colonia  | 89         | 2          |                 | 7               | 1               |                    | 4                  | 0                  |             | -           | -           | 100    | 3      |
| gen.-giu. 2021  | Pescara         | B               | 11         | 0          | CI              | -               | -               | -                  | -                  | -                  | -           | -           | -           | 11     | 0      |
| 2021-2022       | Ternana         | B               | 27         | 2          | CI              | 2               | 0               | -                  | -                  | -                  | -           | -           | -           | 29     | 2      |
| 2022-2023       | Ternana         | B               | 34         | 1          | CI              | 0               | 0               | -                  | -                  | -                  | -           | -           | -           | 34     | 1      |
| 2023-2024       | Ternana         | B               | 16         | 2          | CI              | 1               | 0               | -                  | -                  | -                  | -           | -           | -           | 17     | 2      |
| Totale Ternana  | Totale Ternana  | Totale Ternana  | 77         | 5          |                 | 3               | 0               |                    | -                  | -                  |             | -           | -           | 80     | 5      |
| mar.-giu. 2025  | Feralpisalò     | C               | 3+2        | 2+0        | CI-C            | -               | -               | -                  | -                  | -                  | -           | -           | -           | 5      | 2      |
| 2025-2026       | Union Brescia   | C               | 0          | 0          | CI-C            | 0               | 0               | -                  | -                  | -                  | -           | -           | -           | 0      | 0      |
| Totale carriera | Totale carriera | Totale carriera | 265+2      | 11         |                 | 18              | 2               |                    | 11                 | 0                  |             | -           | -           | 296    | 13     |

### Cronologia presenze e reti in nazionale
| Cronologia completa delle presenze e delle reti in nazionale ― Danimarca | Cronologia completa delle presenze e delle reti in nazionale ― Danimarca | Cronologia completa delle presenze e delle reti in nazionale ― Danimarca | Cronologia completa delle presenze e delle reti in nazionale ― Danimarca | Cronologia completa delle presenze e delle reti in nazionale ― Danimarca | Cronologia completa delle presenze e delle reti in nazionale ― Danimarca | Cronologia completa delle presenze e delle reti in nazionale ― Danimarca | Cronologia completa delle presenze e delle reti in nazionale ― Danimarca |
| Data                                                                     | Città                                                                    | In casa                                                                  | Risultato                                                                | Ospiti                                                                   | Competizione                                                             | Reti                                                                     | Note                                                                     |
| ------------------------------------------------------------------------ | ------------------------------------------------------------------------ | ------------------------------------------------------------------------ | ------------------------------------------------------------------------ | ------------------------------------------------------------------------ | ------------------------------------------------------------------------ | ------------------------------------------------------------------------ | ------------------------------------------------------------------------ |
| 6-6-2017                                                                 | Brøndby                                                                  | Danimarca                                                                | 1 – 1                                                                    | Germania                                                                 | Amichevole                                                               | 0                                                                        | 66’                                                                      |
| Totale                                                                   |                                                                          | Presenze                                                                 | 1                                                                        |                                                                          | Reti                                                                     | 0                                                                        |                                                                          |

## Palmarès

### Club

#### Competizioni nazionali
- 2.Bundesliga: 1

Colonia: 2018-2019
- Campionato svizzero: 1

Young Boys: 2019-2020
- Coppa Svizzera: 1

Young Boys: 2019-2020